# Грахова, Марта Михайловна
Марта Михайловна Грахова (род. 10 марта 1942, Пермь) — актриса, режиссёр, заслуженная артистка РФ (1994).

## Детство
Родилась 10 марта 1942 года в Перми, в многодетной семье. Своё имя — Марта, получила в честь весеннего месяца, в котором родилась. Она оказалась четвёртым и самым младшим ребёнком. Отец Марты рано ушел из жизни и забота о детях легла на плечи их матери.
В семь лет от менингита Марта потеряла слух, но не речь. Сохранению речи помогло то, что девочка с шесть лет пристрастилась читать. Четыре года Марта училась в массовой школе, после чего стала учиться в Грязовецкой школе интернате для слабослышащих детей. Здесь она познакомилась и подружилась с Риттой Железовой, Василием Миловым. Позже Василий Милов станет мужем Марты Граховой.
По воспоминаниям Ритты Железовой они ещё в школе пробовали себя в роли артисток. Например в «Вишнёвом саду» Ритта играла Варю, а Марта была суфлёром.

## Актриса, режиссёр, преподаватель
Прочитав в журнале «Жизнь глухих» объявление о втором наборе в театральную студию (позже преобразованную в Театр мимики и жеста) при Центральном правлении Всероссийского общества глухих приехала вместе с Риттой Железовой в Москву поступать. В 1960 году Марта вместе с Риттой стали студентками Щукинского училища шефствовавшего над этой театральной студией. В 1964 году Марта Михайловна и Ритта Ивановна стали артистками.
В 1960—1980 годы она в качестве актрисы Московского театра мимики и жеста сыграла более 70 ролей в различных спектаклях. Была примой труппы.
Кроме работы в Театре мимики и жеста, снялась в художественных фильмах «Двое» «Ваш сын и брат» «Как дома, как дела?» и «Отче наш».
В. М. Шукшин, режиссёр одного из фильмов, где играла Марта Михайловна Грахова, на страницах журнала «Жизнь глухих» (сейчас «В едином строю») писал: «Марта Грахова обладает замечательным чувством драматического. Это природная актриса, способная „уловить“ авторскую мысль и точно передать её». Жюри конкурса «Театральная весна-74» наградило Марту Михайловну дипломом 1-й степени за лучшее исполнение главной роли в спектакле «Васса Железнова» М.Горького.
Указом президента России № 1029 от 26 мая 1994 года артистке Московского театра мимики и жеста было присвоено почетное звание «Заслуженная артистка Российской Федерации».
Марта Грахова удачно пробовала себя и в роли режиссёра, поставив в 1994 году пьесу Гарсиа Лорки «Дом Бернарды Альбы». А потом ещё несколько спектаклей.
Из-за финансовых трудностей проект оказался закрыт. Марта Грахова в школе «на Новослободской» стала обучать неслышащих подростков основам сценического искусства и жестовому языку планируя создать школьный театр. Спустя семь лет она продолжала преподавать в московской школе «Центр образования № 1406» («на Павелецкой»)".

## Роли

### Театр
- «Коварство и любовь» Ф.Шиллер — Луиза[11]
- «Васса Железнова» М. Горький — Васса Борисовна Железнова
- «Ромео и Джульетта» В. Шекспир — Джульетта[1]
- «Эдип» О.Мелешкина — молодая Иокаста
- «Золушка» Е. Шварц — Золушка
- «Вишнёвый сад» А. Чехов — Любовь Андреевна Раневская[8]

### Кино[12]
- 1965 — «Двое» — Джульетта, глухонемая актриса
- 1965 — «Ваш сын и брат» — Вера Воеводина, глухонемая
- 1987 — «Как дома, как дела?» — глухонемая женщина в кинотеатре
- 1989 — «Отче наш» — глухонемая

### Режиссёрские работы
- 1994 «Дом Бернарды Альбы» Гарсиа Лорка[8]